# العلاقات العمانية المصرية
العلاقات المصرية العمانية تشير إلى العلاقات الثنائية بين عمان ومصر
تعد العلاقات المصرية العمانية بشكل عام علاقات ممتازة، يتوجها علاقات الأخوة والصداقة بين السيد رئيس الجمهورية والسلطان والتشاور والتنسيق المستمر بين البلدين في القضايا الثنائية والإقليمية والدولية، ويردد المسئولون العمانيون دائماً تقديرهم للدور الضخم الذي تلعبه مصر والسيد الرئيس في حل الصراعات والنزاعات في المنطقة من أجل أمن واستقرار العالم العربى.
تؤيد التوجهات المصرية في المحافل الدولية وفي القضايا الدولية والإقليمية ويؤكد مسئولو الخارجية أن هناك توجهات عليا دائمة لديهم في الخارج بأنه في حالة عدم تلقى توجيهات من مسقط فيما يتعلق بالقضايا الدولية فعلى البعثات العمانية اقتفاء التحرك المصري وتأييده وإتباعه.

## العلاقات السياسية
بشكل عام علاقات ممتازة، يتوجها علاقات الأخوة والصداقة بين السيد الرئيس والسلطان قابوس، وهناك تشاور وتنسيق مستمر بين البلدين في القضايا الثنائية والإقليمية والدولية، ويثمن المسئولون العمانيون دائماً وعلى كافة المستويات الدور الضخم الذي تلعبه مصر والسيد الرئيس في حل الصراعات والنزاعات في المنطقة من أجل صالح الشعوب.
الحدث الأبرز في علاقات البلدين خلال 2009 هو زيارة الرئيس الرسمية لسلطنة عمان في مارس، وفيما يلي عرض لما تم خلال الزيارة:
- تمت الزيارة – في شقها الرسمي في 18 و 19 مارس 2009، وضم الوفد المرافق كل من السادة وزراء الخارجية وزير الصناعة والتجارة – وزير الاستثمار – رئيس ديوان رئيس الجمهورية .
- تم عقد جلسة مباحثات رسمية استعرض خلالها كل من رئيس الجمهورية والسلطان قابوس المستجدات على الساحة الدولية والإقليمية، إضافة إلى العلاقات الثنائية وسبل تطويرها ودعم التعاون بين البلدين في المجالات المختلفة.
- تم عقد مباحثات جانبية لكل من السيد وزير التجارة والصناعة ووزير الاستثمار مع كل من وزير الاقتصاد الوطني العماني ووزير التجارة والصناعة العماني كل على حدة، وتم في هذا المحادثات بحث كيفية زيادة معدلات التجارة البينية، والاتفاق على عقد ندوة في مصر تتناول الأداء الاقتصادي ودوره في خدمة قضايا التنمية، كذلك تم طرح موضوع الطلب المصري بالانضمام للاتحاد الجمركي لدول مجلس التعاون الخليجي.
- كذلك أجرى السيد الوزير أحمد أبو الغيط وزير الخارجية لقاءا ثنائياً مع يوسب بن علوي وزير الخارجية حيث تم بحث الأوضاع الإقليمية والدولية والتنسيق في مواقف البلدين في هذا الشأن.

يتم التنسيق بين البلدين في القضايا السياسية المطروحة على المحافل الدولية، وقد قامت مصر بالمبادرة في هذا الشأن في موضوعات مثل مكافحة القرصنة البحرية ورئاسة الناتو، وتحظى رغبة مصر بالتنسيق والتشاور تقدير الجانب العماني والمعاملة بالمثل من قبل السلطنة.
تدعم السلطنة الترشيح المصري لعضويات أو مناصب في المنظمات الدولية ومن الأمثلة الهامة قرار السلطان قابوس التنازل عن ترشيح عماني لشغل منصب المدير العام لليونسكو لصالح ترشيح الوزير فاروق حسني حيث كانت السلطنة من أوائل الدول التي أيدت المرشح المصري بقوة.

## العلاقات الاقتصادية والتجارية
علاقات التعاون الاقتصادي والتبادل التجارى:
1 -لا زالت دون المستوى المأمول برغم ما تتيحه إمكانيات البلدين من فرص حقيقية لتفعيلها، خاصة أن المجتمع العماني ذو قدرة شرائية عالية وتلقى المنتجات المصرية بشكل عام استحسان في السوق العماني هو الأمر الذي تعمل السفارة على تحقيقه.
2 -حجم التبادل التجارى: شهد حجمه نمواً ملحوظاً خلال الفترة من 2004 إلى 2008، حيث تشير الاحصائيات إلى الآتى:
- في عام 2004 بلغ حجم التبادل التجاري (الصادرات والواردات) ما قيمته 37.263.935 دولار أمريكي، في حين بلغ حجم الواردات المصرية من السلطنة 12.667.363 دولار أمريكي.
- في عم 2007 بلغ حجم التبادل التجاري (الصادرات والواردات) ما قيمتها 208.976.405 دولار أمريكي، في حين بلغ حجم الواردات المصرية من السلطنة 158.671.405 دولار أمريكي.
- في عام 2008 بلغ حجم التبادل التجاري 208.976.405 دولار أمريكي، في حين بلغت حجم الورادات المصرية من السلطنة 194.083.651 دولار أمريكي.
- يتضح من الاحصائيات أعلاه بأن الواردات المصرية من السلطنة سجلت ارتفاعاً ملحوظاً، وتعد أهم الصادرات العمانية إلى السوق المصرية ما يلي : منتجات معدينة تشتمل على النفط/ حيوانات حية ومنتجات حيوانية/ الورق ومصنوعاته، ومنتجات الصناعات الكيماوية.
- تجدر الإشارة إلى أن الميزان التجاري خلال الأعوام 2004 – 2006 كان في صالح مصر، عدا عامي 2007-2008 في صالح السلطنة.

3 - الاستثمار بين البلدين: هناك عدد من الشركات المصرية الكبيرة التي تقوم بمشروعات ضخمة في السلطنة في مجالات البنية التحتية ومشروعات الطرق والصرف الصحي والاستثمار العقاري السياحي مثل شركة بتروجت وشركة المقاولات المصرية وشركة المقاولين العرب، كذلك هناك شركة موريا والشريك المصري بها أوراسكوم والتي تقوم في السلطنة بمشروعين عقاريين سياحيين ضخمين تتعدى قيمتها مئات الملايين من الدولارات، وقد تم بالفعل الانتهاء من المرحلة الأولى من مشروع منهما في مسقط وجاري العمل في المشروع الآخر وهو في صلالة جنوب السلطنة وهي منطقة سياحية شديدة التميز.
4 - جاري تفعيل مجلس الأعمال المصري العماني، وإدراكاً، من السفارة بذلك قامت بالتنسيق مع جمعية رجال الأعمال المصريين من أجل الإعداد لزيارة لوفد من رجال الأعمال إلى مسقط لبحث إمكانيات الاستثمار المشرتك، وكان من المقترح إتمام هذه الزيارة في مايو 2010، ولكن نظراً لأزمة وإغلاق المطارات العالمية نتيجة للرماد البركاني، تغيرت بعض برامج رجال الأعمال المشاركين من المقرر الآن أن تتم الزيارة في أكتوبر 2010 ويتم خلالها توجيه دعوة مماثلة لرجال الأعمال العمانيين لزيارة مصر.
5 - وفي نفس الوقت هاك عدد كبير من رجال الأعمال المصريين ذوي النشاط والفاعلية والتأثير مقيمون في الخارج ويعملون على دفع عجلة الاستثمار دون أن يكون لهم دوراً في مجالس رجال الأعمال.
6 - هذا وقد أعدت السفارة ولأول مرة قاعدة بيانات عن علاقات التعاون الاقتصادي والاستثمار بين مصر وسلطنة عمان وحسب تحديث 14/4/2010. تشمل ما يلي :
- هالك 142 شركة مصرية، يلغ حجم رؤوس أموالها 74.761732 مليار ريال عماني أي 194.681 مليار دولار أمريكي، ونسبة الشراكة المصرية بها حوالي 13% بشكل عام.
- وتتوزع مواقعها ما بين العاصمة مسقط إلى 9 مواقع أخرى بالولايات الرئيسية داخل السلطنة حيث تنال العاصمة وحدها 74% من عدد هذه الشركات.
- وتصنيفها المالي متنوع ليشمل ما بين الدرجة الممتازة والأولى والثانية والرابعة والاستشارية، بينما نسبة 87% من هذه الشركات (112 شركة) تنحصر في فئة الشركات ذات رأسمال حتى ربع مليون ريال عماني وواحدة حتى نصف مليون مقابل 5 شركات برأسمال مليوني و 2 شركة برأسمال 3 ملايين وشركة برأسمال 4 ملايين و2 شركة برأسمال 5 ملايين وشركة واحدة برأسمال 6 و 20 و 25 مليون ريال على الترتيب.
- من حيث النشاط هناك 32 نشاطاً مختلفاً ومتميزاً للشركات المصرية الـ142، ولو تم ترتيبها من حيث التكرارات لوجدنا منها 64 شركة بمجال التجارة العامة والمقاولات و 15 للتمويل والأوراق المالية و 13 شركة استشارات هندسية وتصاميم و 12 شركة مقاولات وصرف صحي و 5 تنمية سياحية و 3 بالتأمين و3 للخدمات التعليمية و 2 للثروة الحيوانية وباقي المجالات لشركات منفردة.
- والملاحظ أن أول شركة مصرية تأسست بالسلطنة كانت عام 1978 تلاها 8 شركات بالثمانينات و29 شركة بالتسعينات و 108 شركة من بعد عام 2000، كان منها 5 شركات تأسست خلال الأربعة شهور الماضية فقط وبعد وصولنا.
- والسفارة ترحب بأي مستثمر مصري لتزويده ببيانات شاملة إذا ما أراد الشراكة مع الشركات المصرية القائمة والمتواجدة من أجل المزيد من تطوير العلاقات بين مصر والسلطنة.
- كما يتوافر لدى السفارة المصرية – ولأول مرة- قاعدة معلومات عن الاستثمارات العمانية في مصر والمصرية في عمان عامي 2007/2008 (استثمارات مباشرة/ محفظة مالية/ إجمالى).